# Амангельдинский сельский округ (Буландынский район)
Амангельди́нский се́льский окру́г (каз. Амангелді ауылдық округі) — административная единица в составе Буландынского района Акмолинской области Республики Казахстан.
Административный центр — село Партизанка.

## География
Административно-территориальное образование расположено в западной части района, граничит:
- на востоке с Капитоновским сельским округом,
- на юге с Журавлёвским, Новобратским сельскими округами,
- на западе с Сандыктауским районом,
- на севере с Карамышевским сельским округом.

Сельский округ расположен на северных окраинах казахского мелкосопочника. Рельеф местности представляет собой в основном сплошную равнину с малыми возвышенностями и малыми лесными зонами.
Гидрографическая сеть представлена реками: Аршалы (приток Колутона) — протекает около 15 км с юга на севере на центре, Мат (приток Баксука) — протекает в востоке, образуя границу сельского округа.
Климат холодно-умеренный, с хорошей влажностью. Среднегодовая температура воздуха положительная и составляет около +3,2°C Среднемесячная температура воздуха в июле достигает +19,4°C, в январе она составляет около -15,2°C. Среднегодовое количество осадков составляет 440 мм. Основная часть осадков выпадает в период с мая по август.
Через территорию сельского округа с юга на северо-восток проходит проселочная дорога соединяющая сёла Новый Колутон — Новобратское — Партизанка — Шубарагаш. 

## История
В 1989 году существовал как — Амангельдинский сельсовет (сёла Партизанка, Ортакшыл).
В периоде 1991 — 1998 годов Амангельдинский сельсовет был преобразован в сельский округ.

## Население
| Численность населения | Численность населения | Численность населения |
| 1989                  | 1999                  | 2009                  |
| --------------------- | --------------------- | --------------------- |
| 1598                  | ↘1353                 | ↘1162                 |

## Состав
| № | Населённый пункт | Тип населённого пункта       | Население, 1989 | Население, 1999 | Население, 2009 |
| - | ---------------- | ---------------------------- | --------------- | --------------- | --------------- |
| 1 | Ортакшыл         | село                         | 290             | 261             | 160             |
| 2 | Партизанка       | село, административный центр | 1 308           | 1 092           | 1 002           |

## Местное самоуправление
Аппарат акима Амангельдинского сельского округа — село Партизанка, улица Ленина, дом №22.
- Аким сельского округа ― Курмангалиев Нурлан Кабдушевич.